# Districtul Gorna Giumaia (1913)
Districtul Gorna Giumaia (din 1950 Districtul Blagoevgrad) a fost o unitate administrativ-teritorială din Bulgaria care a existat din 1913 până în 1959.

## Istorie
Districtul a fost înființat în 1913 printr-un ordin al Ministerului Afacerilor Interne și Sănătății Publice ca parte a Districtului Kyustendil. La 7 septembrie 1913 a intrat în nou-creatul district Strumica, după ce Strumica a devenit parte a Bulgariei în urma Tratatului de la București care a pus capăt celui de-Al Doilea Război Balcanic. Centrul districtului este orașul Gorna Giumaia. În 1920, după transferul Strumiței în Regatul Sârbilor, Croaților și Slovenilor, districtul a devenit parte a districtului Petrici.
După lovitura de stat din 19 Mai 1934, prin decretul țarului Boris al III-lea și al Ministerului Afacerilor Interne și Sănătății Publice, districtul a fost inclus în nou-formata Regiune Sofia. Din 1950, odată cu redenumirea orașului Gorna Giumaia în Blagoevgrad, numele districtului a devenit Blagoevgrad.